# 포피 드레이턴
포피 개브리엘라 드레이턴(영어: Poppy Gabriella Drayton, 1991년 6월 7일 ~ )은 잉글랜드 태생의 배우이다. MTV의 판타지 드라마 《샨나라 연대기》에 출연한다.

## 출연작 목록
- 샨나라 연대기(2016~ )